# V752 Centauri

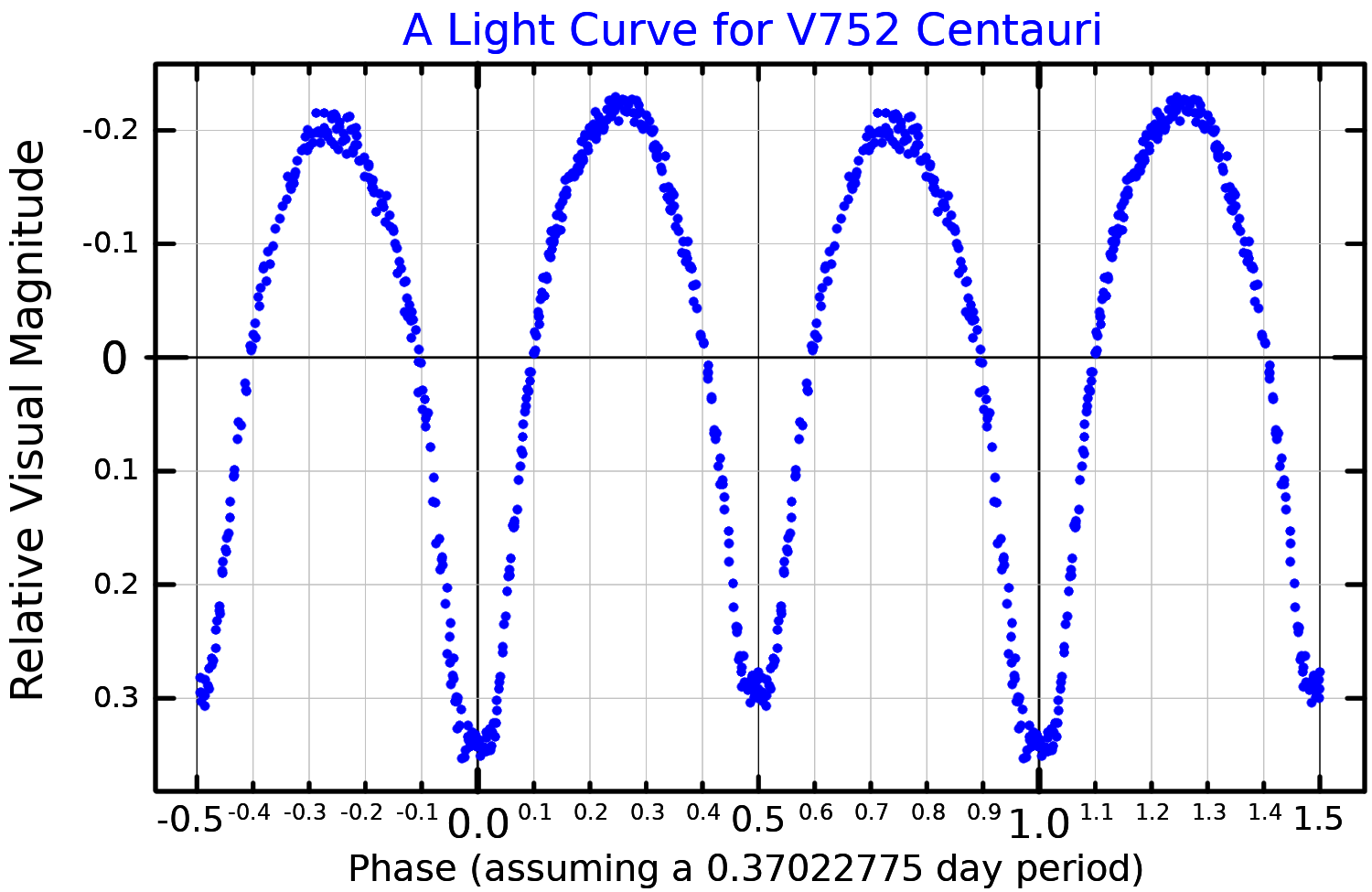
Curva de luz (banda visual) de V752 Centauri

V752 Centauri (HD 101799) é um sistema estelar múltiplo e estrela variável na constelação de Centaurus. Uma binária eclipsante, sua magnitude aparente visual tem um máximo de 9,10, diminuindo para 9,66 durante o eclipse primário e 9,61 durante o eclipse secundário. Sua natureza variável foi descoberta por Howard Bond em 1970. De acordo com dados de paralaxe, do terceiro lançamento do catálogo Gaia, está a uma distância de aproximadamente 406 anos-luz (125,5 parsecs) da Terra.
V752 Centauri é uma binária de contato do tipo W Ursae Majoris, formada por duas estrelas de classe F com um tipo espectral conjunto de F7/G0(V). Individualmente, os componentes já foram classificados como F8 + F5, e F8 + F7.5. Com temperaturas efetivas de 5955 e 6221 K, o sistema é classificado como uma variável W Ursae Majoris do subtipo W, em que a estrela primária (maior) é mais fria que a secundária; por isso, os eclipses primários são causados pela ocultação da estrela secundária. O sistema possui um período orbital de apenas 0,3702 dias e uma separação de 2,59 raios solares. A órbita está inclinada em aproximadamente 82° em relação ao plano do céu.
A combinação de dados fotométricos e espectroscópicos permitiram o cálculo preciso dos parâmetros de V752 Centauri. O componente primário tem uma massa de 1,31 vezes a massa solar, raio de 1,30 vezes o raio solar e está brilhando com 2,00 vezes a luminosidade solar. O secundário tem apenas 39% da massa solar, um raio de 77% do raio solar e luminosidade igual a 75% da solar. Como as duas estrelas estão em contato, existe considerável transferência de massa da estrela secundária para a primária. Estima-se que inicialmente o componente secundário era o mais massivo, com 1,76 vezes a massa solar, enquanto o primário tinha uma massa inicial de 0,84 vezes a solar. A idade do sistema é estimada em 3,8 bilhões de anos. Espera-se que todas as binárias de contato eventualmente se fundam, formando uma estrela única de rotação rápida.
O espectro do sistema apresenta as linhas espectrais de uma terceira estrela, que parece ser uma estrela de classe K da sequência principal. Essa terceira estrela é por sua vez uma binária espectroscópica com um período de 5,147 dias, possuindo uma companheira de menor massa que provavelmente é uma anã vermelha de tipo M. Assim, o sistema V752 Centauri parece ser formado por quatro estrelas, com dois pares binários orbitando um em torno do outro. A maioria das estrelas binárias de contato possuem uma ou mais companheiras mais afastadas, e podem ter se formado por perda de momento angular devido a interações gravitacionais com essas estrelas companheiras.
A análise da curva de luz do sistema revela que entre 1970 e 2000, o período orbital da binária eclipsante se manteve aproximadamente constante, o que indica que não havia transferência de matéria significativa. Perto do ano 2000, o período aumentou abruptamente, possivelmente acompanhado por uma pequena diminuição no brilho do sistema durante o eclipse primário. Desde então, o período está aumentando a uma taxa de 0,044 segundos por ano, o que corresponde a transferência de matéria da estrela menos massiva para a mais massiva a uma taxa de 2,52×10−7 M☉ por ano. É possível que a mudança de período e o início da fase de transferência de matéria tenham sido causados por interações com a estrela binária companheira.